# Over Drive Girl 1/6
 (juillet 2025).
Si vous disposez d'ouvrages ou d'articles de référence ou si vous connaissez des sites web de qualité traitant du thème abordé ici, merci de compléter l'article en donnant les références utiles à sa vérifiabilité et en les liant à la section « Notes et références ».
Over Drive Girl 1/6 (超可動ガール1/6, Chō Kadō Gāru 1/6) est une série animée japonaise diffusée pour la première fois en avril 2019. Adaptée du manga du même nom de ÖYSTER, la série appartient au genre comédie romantique et science-fiction. Elle suit le quotidien d’un otaku dont la figurine prend soudainement vie.

## Synopsis
Haruto Bouida est un otaku passionné de figurines d’anime, mais désabusé vis-à-vis de l’amour réel. Un jour, il achète la figurine d'une héroïne fictive nommée Nona. À sa grande surprise, Nona s’anime et commence à bouger, parler et interagir comme une vraie personne. Ce phénomène bouleverse la vie tranquille de Haruto, le confrontant à des situations aussi comiques qu’émotionnelles. D’autres figurines prennent également vie au fil de la série, entraînant une série d’événements absurdes et attachants.

## Fiche technique
- Titre original : 超可動ガール1/6 (Chō Kadō Girl 1/6)
- Titre international : Over Drive Girl 1/6: Amazing Stranger
- Auteur original (manga) : ÖYSTER
- Réalisation (anime) : Keitaro Motonaga
- Scénario : Chabo Higurashi
- Studio d’animation : Studio A-Cat[3]
- Genre : Comédie, Romance, Science-fiction
- Format : Série télévisée animée
- Nombre d’épisodes : 12
- Diffusion originale : du 6 avril au 22 juin 2019
- Chaînes de diffusion : AT-X, Tokyo MX, BS11

## Personnages principaux
- Haruto Bouida : Otaku solitaire, passionné de figurines, il voit sa vie chamboulée par l’arrivée de Nona.
- Nona : Figurine d’une héroïne de science-fiction devenue vivante. Curieuse et énergique.
- Kanmuri : Collègue de Haruto, aussi passionné de figurines.
- Bellnoa : Une autre figurine vivante, rivale de Nona.
- Autres personnages : D'autres personnages rejoignent l'histoire, chacun avec des pouvoirs ou personnalités propres à leur univers d'origine.

## Thèmes abordés
La série joue sur le contraste entre le monde réel et l’univers otaku, tout en abordant des thèmes comme la solitude, les passions, les relations humaines et la frontière entre fiction et réalité. C’est aussi une parodie douce-amère de la culture des figurines et du moe[source secondaire nécessaire].

## Réception
Bien que la série soit restée relativement confidentielle, elle a trouvé un certain succès auprès d’un public niche, particulièrement les fans de culture otaku. Son humour absurde, ses références méta et sa réalisation simple mais efficace ont été salués par une partie de la critique spécialisée[source secondaire nécessaire].